# Federação de Futebol do Estado do Rio de Janeiro
De Federação de Futebol do Estado do Rio de Janeiro (Nederlands: Voetbalfederatie van de staat Rio de Janeiro), vaak afgekort als FERJ of FFERJ organiseert voetbalcompetities in de staat Rio de Janeiro. De federatie is verantwoordelijk voor de Campeonato Carioca, Copa Rio en Campeonato Carioca Feminino. De federatie vertegenwoordigt de voetbalclubs bij de overkoepelende CBF.

## Geschiedenis
In 1975 fuseerden de Braziliaanse deelstaat Guanabara en Rio de Janeiro tot de huidige staat Rio de Janeiro. De stad Rio de Janeiro was voor 1960 de hoofdstad van Brazilië en was een federaal district en behoorde niet tot de staat, nadat Brasilia de hoofdstad werd werd de stad Rio verheven tot staat en kreeg de naam Guanabara omdat er al een staat was met dezelfde naam. Drie jaar nadat beide staten fuseerden deden de voetbalbonden, Federação Carioca de Futebol van Guanabara en Federação Fluminense de Desportos van Rio de Janeiro, hetzelfde.

## Voorzitters
|    | Naam                        | Start termijn | Einde termijn |
| -- | --------------------------- | ------------- | ------------- |
| 1. | Octávio Pinto Guimarães     | 1978          | 1985          |
| 2. | Eduardo Viana               | 1985          | 2006          |
| 3. | Rubens Lopes da Costa Filho | 2006          | 2014          |

## Voorgangers
| Periode   | Federaal District/Staat Guanabara | Oude Staat Rio de Janeiro                                                                               |
| --------- | --- | --- |
| 1906      | Liga Metropolitana de Football | — |
| 1907–1911 | Liga Metropolitana de Sports Athleticos | — |
| 1912      | Liga Metropolitana de Sports Athleticos Associação de Football do Rio de Janeiro (registrada em cartório tornando-se oficial, pois não havia órgão centralizador de football, a FBS/CBD (atual CBF) só foi fundada em 1914) | — |
| 1913–1914 | Liga Metropolitana de Sports Athleticos após fusão da AFRJ com LMSA | — |
| 1915–1916 | Liga Metropolitana de Sports Athleticos | Liga Sportiva Fluminense                                                                                |
| 1917–1918 | Liga Metropolitana de Desportos Terrestres | Liga Sportiva Fluminense Associação Fluminense de Desportos Terrestres (dissidentes)                    |
| 1919–1923 | Liga Metropolitana de Desportos Terrestres | Liga Sportiva Fluminense                                                                                |
| 1924      | Liga Metropolitana de Desportos Terrestres Associação Metropolitana de Esportes Athleticos (afsplitsing) | Liga Sportiva Fluminense                                                                                |
| 1925      | Liga Metropolitana de Desportos Terrestres Associação Metropolitana de Esportes Athleticos (afsplitsing) | Liga Sportiva Fluminense Associação Fluminense de Esportes Athleticos (afsplitsing)                     |
| 1926      | Liga Metropolitana de Desportos Terrestres Associação Metropolitana de Esportes Athleticos (afsplitsing) | Federação Fluminense de Desportos Associação Fluminense de Esportes Athleticos (afsplitsing)            |
| 1927–1932 | Liga Metropolitana de Desportos Terrestres Associação Metropolitana de Esportes Athleticos (afsplitsing) | Associação Fluminense de Esportes Athleticos                                                            |
| 1933–1934 | Associação Metropolitana de Esportes Athleticos (amateur) Liga Carioca de Football (afsplitsing zonder band met CFB) (professioneel)                                                                                        | Associação Fluminense de Esportes Athleticos (amateur) Federação Fluminense de Esportes (professioneel) |
| 1935–1936 | Federação Metropolitana de Desportos (profissional) Liga Carioca de Football (afsplitsing zonder band met CFB) (professioneel)                                                                                              | Associação Fluminense de Esportes Athleticos (amateur) Federação Fluminense de Esportes (professioneel) |
| 1937–1940 | Liga de Football do Rio de Janeiro | Associação Fluminense de Esportes Athleticos (amateur) Federação Fluminense de Esportes (professioneel) |
| 1941–1959 | Federação Metropolitana de Futebol | Federação Fluminense de Desportos                                                                       |
| 1960–1977 | Federação Carioca de Futebol | Federação Fluminense de Desportos                                                                       |